# 가모 사다히데 (17대)

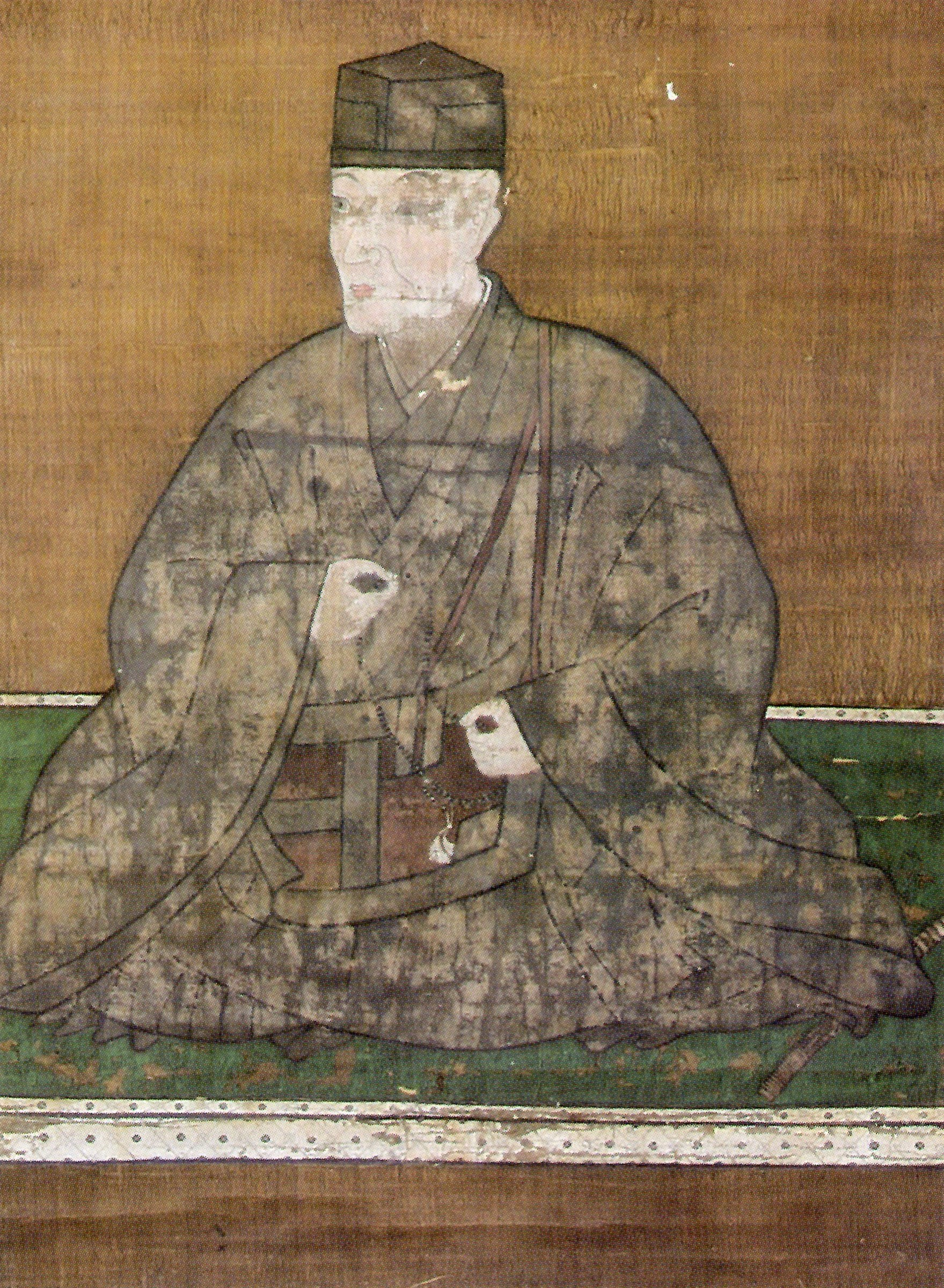
가모 사다히데 상(시가라키인 소장)

가모 사다히데(일본어: 蒲生定秀, 에이쇼 5년(1508년) ~ 덴쇼 7년 음력 3월 27일(1579년 4월 22일)는 센고쿠 시대 오미국 히노성 성주로 활약한 롯카쿠 가문과 오다 가문의 가신. 무장이다.

## 생애
에이쇼 5년(1508년), 가모 다카사토의 아들로 태어났다. 아버지와 함께 미나미오미(南近江)의 센고쿠 다이묘인 롯카쿠씨의 가신으로 사관했다. 사다히데의 아버지 다카사토는 가모씨의 분가로, 본가의 가독은 사다히데의 종형제인 가모 히데노리가 이었다. 본가의 히데노리가 막부 쪽이었던 것에 반해, 다카사토ㆍ사다히데 부자는 주군 롯카쿠 사다요리의 신임을 받고 있었기 때문에, 그의 후원을 얻어 '사다(定)'의 한 자를 받아 사다히데라 칭했다. 다이에이 2년(1522년)에 히데노리를 공격해, 당시 가모씨의 거성이었던 오토와성을 파각했다. 그리고 다이에이 5년(1525년)에는 가이가케성에 있던 히데노리를 모살(독살로 알려지고 있다)하고, 가모씨의 가독을 이었다. 그 후, 덴분(1532년 ~ 1554년) 전반에 히노성(나카노성, 中野城)을 쌓아 거성으로 삼았다.
사다히데는 사다요리의 가신으로서 교로쿠 3년(1530년)의 교토 출진과 교로쿠 4년(1531년)의 아자이 스케마사와의 전투인 미노우라 전투(蓑浦の戦い) 등에서는 29명의 수급을 거두는 등, 사다요리의 주요한 전투의 대부분에 참가해 커다란 무공을 거뒀다. 1549년(덴분 18년)에는 미요시 나가요시와 셋쓰국에서 싸웠다. 사다요리 사후인 덴분 21년(1552년)에는 그의 아들 롯카쿠 요시카타에게 사관하여, 이세 공략을 담당하는 등 활약했다.
에이로쿠 원년(1558년)에 출가했다. 다음해 에이로쿠 2년(1559년)에는 아자이 히사마사의 성이었던 사와성을 공격했다.
차남 아오치 시게쓰나를 사사키 일족인 아오치씨(青地氏), 3남 오구라 사네타카(小倉実隆)를 이세 공략의 전임자였던 오구라씨(小倉氏)의 양자로 들이고, 딸을 이세의 세키 모리노부(関盛信), 간베 도모모리(神戸具盛}에게 시집을 보내는 등, 혼인정책을 바탕으로 하여 독자적인 세력을 구축했다.
내정면에서도 뛰어나 사다요리의 신임을 받고 죠카마치(城下町)의 형성과 상업대책 등을 펼쳐나갔다. 히노성의 제조는 죠카마치의 성립과 함께 시작되었다. 또, 철포의 중요성을 빠르게 인식하여 히노성 아래에 철포 장인을 초청했다. 이에 대해서는 종전의 도공을 전직시켰다고 하는 설도 있다.
에이로쿠 6년(1563년), 롯카쿠 가문 내부에서 간논지 소동이 일어나자, 고토 다카하루, 이어서 주군인 롯카쿠 요시하루를 숨기고 조정과 수습에 진력했다. 에이로쿠 10년(1567년)의 롯카쿠씨법(六角氏式目)에도 롯카쿠 가문의 슈쿠로로서 서명했다.
에이로쿠 11년(1568년), 롯카쿠 가문이 멸망한 후에는 오다 노부나가에게 사관했다. 덴쇼 7년(1579년) 향년 72세에 순절했다.

## 인물ㆍ일화
- 롯카쿠 가문의 중신 중에서는 중진 중의 중진이며, 에이로쿠 5년(1562년)에는 덕정령을 독자적으로 공포했다.
- 롯카쿠 사다요리와는 주종의 연을 맺고 있지만, 롯카쿠 요시카타의 시대부터는 주종의 힘이 역전되어 사다히데의 힘이 커지고, 에이로쿠 7년(1564년)에는 간논지 소동으로 거성에서 쫓겨나 생활고에 허덕이는 요시카타에게 금전을 빌려주고, 확실하게 변제할 것이라는 약속을 받아냈다고 한다.